# Limba bașchiră
Limba bașchiră este o limbă din familia limbilor turcice, vorbită în Rusia, mai ales în regiunea Munților Urali. Este limbă oficială, alături de rusă, în Bașchiria.

## Istorie
Înainte de Marea Revoluție Socialistă din Octombrie bașchirii foloseau în scris limba tătară, care este foarte apropiată de bașchiră. După 1923, puterea sovietică a luat inițiativa creării unei limbi literare bașchire diferite de tătară, creîndu-se totodată Republica Socialistă Sovietică Autonomă Bașchiră, ca parte componentă a RSFS Rusă.

## Răspîndire
Conform recensămîntului din 2002 existau în Rusia 1,379,000 vorbitori nativi ai limbii bașchire. Cei mai mulți dintre aceștia se află în Bașchiria, ca și în zonele învecinate Tatarstan și Udmurtia. Vorbitori de bașchiră se mai găsesc în regiunile rusești Perm, Celiabinsc, Orenburg, Sverdlovsc și Kurgan. O minoritate bașchiră trăiește și în Kazahstan și Uzbekistan.

## Scriere
Între 1923 și 1930 a folosit alfabetul arab modificat. Între 1930 și 1938 a folosit alfabetul latin, iar de atunci folosește alfabetul chirilic preluat din scrierea limbii ruse, cu unele litere suplimentare.